# Сангер, Дэвид
Дэвид Сангер (англ. David E. Sanger; 5 июня 1960, Нью-Йорк, США) — американский журналист, сотрудник «The New York Times» (гигант СМИ принадлежит Сульцбергеру), шеф Вашингтонгского бюро, член Совета по международным отношениям.

## Интересные факты
По данным У. Энгдаля, именно Сангер назначен ответственным за разбор и публикацию сливов из Wikileaks.

«Ассанж утверждает, что у него не было времени, чтобы просмотреть так много страниц, поэтому он передал их доверенным редакторам респектабельных медиа, чтобы те уже решили, что должно быть опубликовано. Очень-очень „оппозиционно“.
 New York Times даже назначил одного из своих высокопоставленных сотрудников Дэвида Э. Сангера контролировать выпуск материалов Wikileaks. Сангер отнюдь не аутсайдер истеблишмента. Он заседает в качестве члена элитного Совета по международным отношениям, а также члена Стратегической группы Института Аспена вместе с Конди Райс, бывшим министром обороны Уильямом Перри, бывшим главой ЦРУ Джоном Дойчем, бывшим заместителем Госсекретаря и в настоящее время главой Всемирного банка Робертом Зелликом…».